# 旧费雷特
旧费雷特（法語：Vieux-Ferrette，法語發音：[vjø fɛʁɛt] ⓘ）是法国上莱茵省的一个市镇，位于该省南部，与费雷特相邻，属于阿尔特基什区。

## 地理
旧费雷特（47°30'9"N, 7°17'57"E）面积6.63 平方千米，位于法国大東部大區上莱茵省，该省份为法国东部内陆省份，是阿尔萨斯的一部分，今与下莱茵省组成了阿尔萨斯欧洲集体，其北临下莱茵省，西接孚日省，西南接贝尔福地区省，东侧沿莱茵河与德国相望，南与瑞士接壤。
与旧费雷特接壤的市镇（或旧市镇、城区）包括：布克斯维莱尔、迪默纳克、罗彭茨维莱尔、瓦尔迪戈芬、里耶斯帕克、克斯特拉赫、本多夫、费雷特。
旧费雷特的时区为UTC+01:00、UTC+02:00（夏令时）。

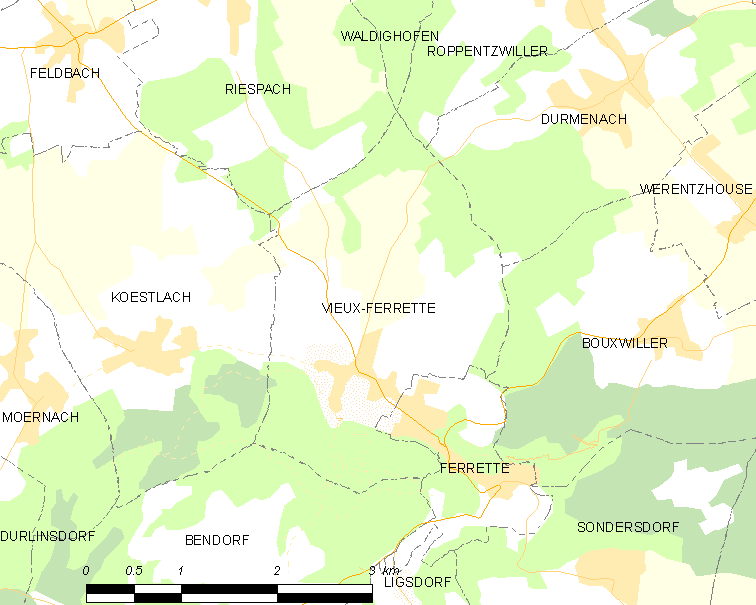
旧费雷特的OSM定位图

## 行政
旧费雷特的邮政编码为68480，INSEE市镇编码为68347。

## 政治
旧费雷特所属的省级选区为阿尔特基什县。

## 人口

1962-2008年间旧费雷特人口变化图示

旧费雷特于2022年1月1日时的人口数量为643人。